# Сент-Люсі (округ)

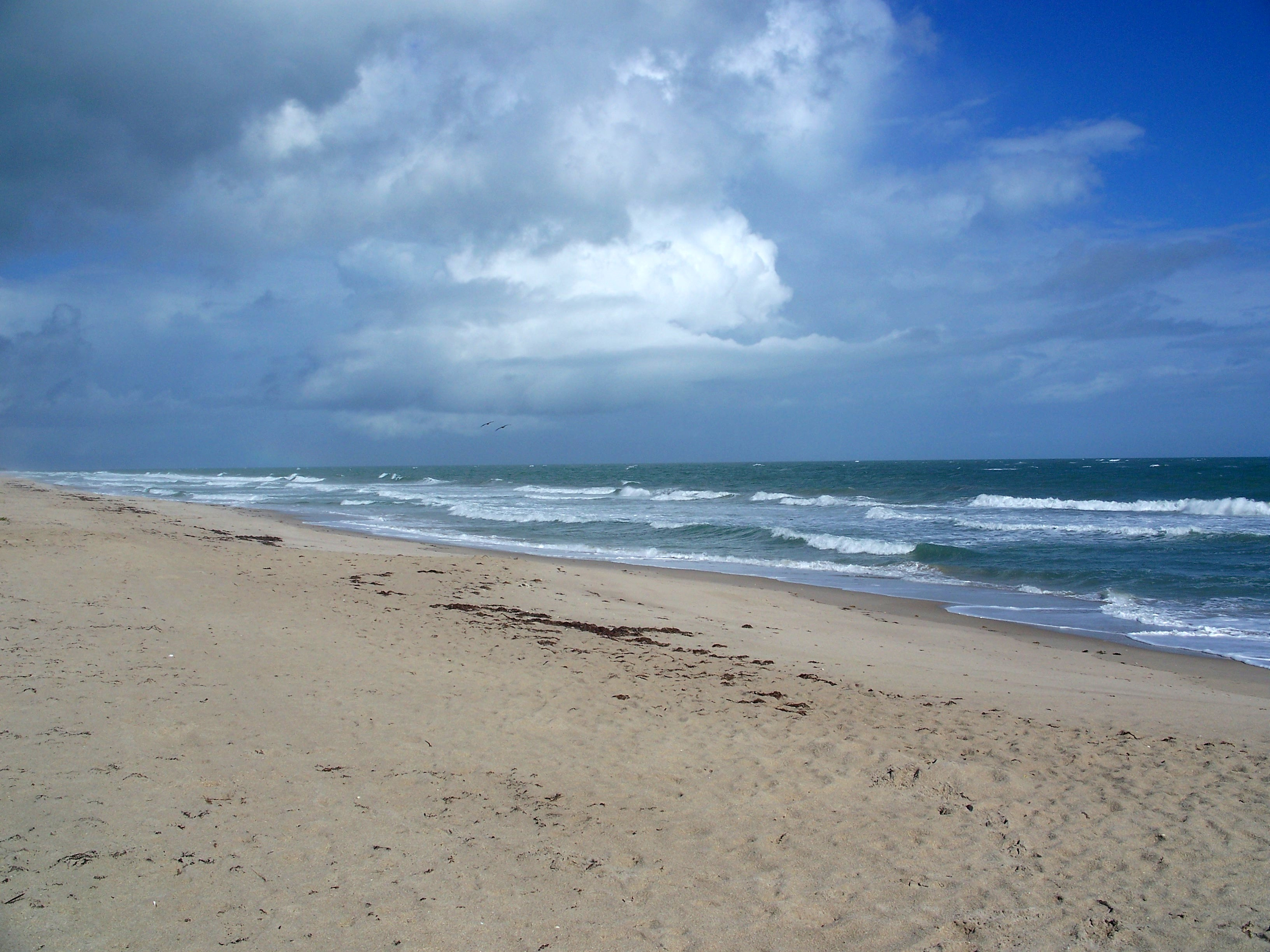
Авалон державний парк

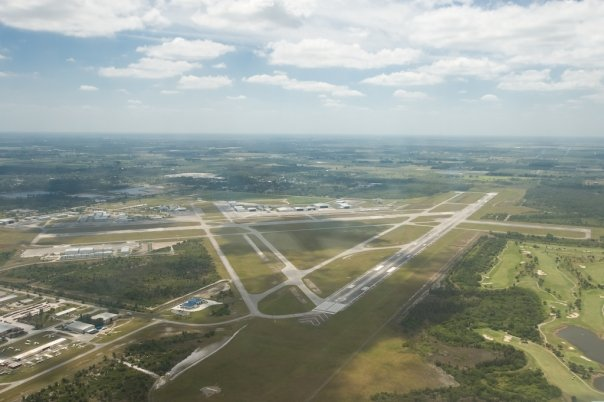
Сент-Люсського повіту міжнародний аеропорт

27°22′55″ пн. ш. 80°26′22″ зх. д. / 27.38194° пн. ш. 80.43944° зх. д.
Сент-Люсі — повіт на штату Флорида. Площа 1481 км².
Населення 266,502 тисячі осіб (2009 рік).
Центр повіту у місті Форт-Пірс.
Повіт виділений 1905 року з повіту Бревард.
У повіті розташовані міста Форт-Пірс, Порт-Сент-Люсі. Повіт входить до агломерації .